# Beatrice II di Borgogna
Beatrice di Hohenstaufen (1191/2 – 7 maggio 1231) è stata Contessa di Borgogna dal 1205 e duchessa consorte d'Andechs e di Merania dal 1208 alla sua morte.

## Origine
Era la figlia secondogenita (secondo il Monacho Novi Monasterii Hoiensis Interpolata era l'unica figlia) del conte di Borgogna e, per  un breve periodo anche conte di Lussemburgo, Ottone I e della moglie (il matrimonio viene confermato dal Historiens occidentaux II, Historia Rerum in partibus transmarinis gestarum ("L'estoire de Eracles Empereur et la conqueste de la terre d'Outremer"), Continuator) Margherita di Blois (1170-1230), che, come si apprende dal documento n° XXV degli Archives de la Maison-Dieu de Châteaudun, datato 1183, era figlia del conte di Blois, Châteaudun e Chartres, Tebaldo V e di Alice di Francia, a sua volta figlia del re di Francia Luigi VII e della  duchessa d'Aquitania e Guascogna e contessa di Poitiers, Eleonora, come ci conferma la Chronica Albrici Monachi Trium Fontium.
Ottone I di Borgogna era il quarto figlio maschio del re di Germania e imperatore del Sacro Romano Impero, Federico Barbarossa e della contessa di Borgogna, Beatrice di Borgogna, come ci viene confermato dal Historiens occidentaux II, Historia Rerum in partibus transmarinis gestarum ("L'estoire de Eracles Empereur et la conqueste de la terre d'Outremer"), Continuator, che lo cita come terzogenito ancora in vita; anche gli Annales Stadenses confermano che fu il figlio quartogenito di Beatrice di Borgogna, l'unica figlia del conte di Mâcon e conte di Vienne e conte di Borgogna Rinaldo III, come ci conferma la Continuatio Admuntensis e della moglie (come ci viene confermato dalle Gesta Friderici Imperatoris Ottonis Frisingensis) Agatha di Lorena († dopo il 1148), figlia di Simone I di Lorena, sempre secondo le Gesta Friderici Imperatoris Ottonis Frisingensis e di Adelaide di Lovanio.

## Biografia
Sua madre, Margherita, era al suo secondo matrimonio: infatti nel documento n° 672 degli Recueil de chartes et documents de Saint-Martin-des-Champs, tome III in cui si cita come contessa di Borgogna ricorda anche il suo primo marito: Ugo di Oisy, signore di Montmirail (Hugo de Oysi filius Symonis vicecomitis, olim maritus meus).
Nel 1197, alla morte del suo zio paterno, l'imperatore, Enrico VI, essendo l'erede, il cugino, Federico un bambino di circa tre anni, e non potendo la Germania rimanere senza Re dei Romani, il partito ghibellino pensò subito ai due figli di Federico Barbarossa, ancora in vita: suo padre, Ottone e l'altro suo zio paterno, il fratello minore, duca di Svevia e feudatario dei domini italiani in Toscana, Filippo, che da qualche anno aveva abbandonato la carriera ecclesiastica. Fu scelto Filippo, in quanto Ottone fu considerato troppo inefficiente ed inoltre troppo impegnato nei problemi della sua contea.
Ottone appoggiò lealmente il giovane fratello e fu tra i 26 principi (altri 24 diedero consenso per iscritto) che firmarono la lettera che comunicava al papa di aver legalmente eletto suo fratello, Filippo, in imperatorem Romani solii.
Nel 1200 circa, il padre Ottone I venne assassinato, nella città di Besançon (contea di Borgogna). Sua sorella, Giovanna, all'età di circa nove anni, ereditò il titolo di contessa di Borgogna, che governò come Giovanna I, sotto tutela della madre, Margherita di Blois.
Dopo la morte di suo padre, Ottone, la madre, Margherita, si sposò in terze nozze con Gualtiero d'Avesnes, signore di Guise, come risulta dal  Balduinus de Avennis Genealogia (dominus Galterus filius [Jacobi] primogeniti.....uxore sua Margareta comitatus Blesensis hærede).
Sua sorella, Giovanna I, continuò la politica del padre in appoggio allo zio Federico, e, durante la guerra tra i due re dei Romani, Ottone IV di Brunswick e Filippo di Svevia, la contea di Borgogna si schierò a sostegno di quest'ultimo.
Sua sorella, Giovanna I, morì nel 1205, all'età di circa 14 anni e Beatrice le succedette come Beatrice II di Borgogna, sempre sotto la tutela della madre, Margherita di Blois.
 Beatrice II continuò la politica della sorella in appoggio allo zio Federico: la contea di Borgogna si schierò a sostenerlo contro Ottone IV di Brunswick.
Nel 1208 Beatrice, come ci conferma il Monacho Novi Monasterii Hoiensis Interpolata sposò il duca d'Andechs e di Merania Ottone I, che condivise con lei le responsabilità del governo della contea di Borgogna, divenendo il conte Ottone II di Borgogna. Ottone I d'Andechs e di Merania, secondo il De Fundatoribus Monasterii Diessenses era figlio del conte d'Andechs, duca di Merania e marchese d'Istria, Bertoldo IV e della moglie, Agnese di Rochlitz (†25 marzo 1195), della famiglia dei Wettin, che, secondo la Genealogica Wettinensis era la figlia di  Dedo III, Margravio di Lusazia e della moglie, Matilda di Heinsburg.
Bertoldo IV d'Andechs, secondo il De Fundatoribus Monasterii Diessenses era figlio del conte d'Andechs, duca di Merania e marchese d'Istria, Bertoldo III e della sua prima moglie Edvige.
Beatrice morì nel 1231, secondo le Notæ Diessenses il 7 maggio 1231 (Anno ab incarnatione Domini 1231 Nonis Maii Beatrix ducissa Meranie obiit), mentre il De Fundatoribus Monasterii Diessenses ricorda la morte nel 1232, specificando che fu sepolta a Langheim, dove fu raggiunta dal marito (Anno gracie 1232. Beatrix ducissa Meranie obiit, sepulta in Lancheim cum marito suo Ottone duce).
Nel titolo di conte di Borgogna le succedette il figlio Ottone, ma in effetti la contea continuò ad essere governata dal marito, Ottone II, che dopo essere rimasto vedovo, si sposò in seconde nozze con Sofia d'Anhalt, come ci viene confermato dalla Cronica Principum Saxonie.

## Discendenza
Beatrice e Ottone ebbero sei figli:
- Agnese[23] signora della Carniola (?-1269), che secondo gli Annales Mellicenses, sposò nel 1229 il duca d'Austria, Federico II di Babenberg[23] (1211-1246), detto il Battagliero. Divorziarono nel 1243, come riportano i Continuatio Garstensis[24], mentre i Continuatio Prædictorum Vindobonensium riferiscono di un ripudio, nel 1244[25]. Sposò poi, in seconde nozze, il duca di Carinzia, Ulrico III di Sponheim (?-1269), come da dispensa di papa Innocenzo IV del dicembre 1248, documento n° 4302 del Les Registres d'Innocent IV (1243-1254) recueil des bulles, Tome II[26];
- Beatrice (1210-1270), sposò Ermanno II (?-1247), comte d'Orlamünde, della dinastia degli Ascanidi, come si può riscontrare da diversi documenti del Monumenta Zollerana[27];
- Ottone[28] (1218-1248), conte di Borgogna e duca d'Andechs e di Merania, sposò nel 1234: Elisabetta (?-1256) figlia del conte Alberto del Tirolo;
- Margherita (?-1271), sposò nel 1233 il margravio di Moravia, Przemysl (1209-1239) e nel 1240, in seconde nozze il conte Federico di Truhendingen, (?-1274), come si può riscontrare dal documento n° LIV del Monumenta Zollerana[29];
- Adelaide o Alice (?-1279), contessa di Borgogna, sposò, nel 1236 il conte di Châlon, Ugo[30] (1220-1266) e nel 1267, in seconde nozze, il conte di Savoia, Filippo I[31] (1207-1285);
- Elisabetta (?-1273), sposò nel 1251 il burgravio (castellano) Federico III di Nuremberg, come si può riscontrare dal documento n° XLI del Monumenta Zollerana[32].

## Ascendenza
|                         |                         |                         | Genitori                 |  |  | Nonni |  |  | Bisnonni              |  |  | Trisnonni            |  |
|                         |                         |                         |                          |  |  |       |  |  | Federico II di Svevia |  |  | Federico I di Svevia |  |
|                         |                         |                         |                          |  |  |       |  |  | Federico II di Svevia |  |  | Federico I di Svevia |  |
|                         |                         | Agnese di Waiblingen    |                          |  |  |       |  |  | Federico II di Svevia |  |  |                      |  |
| Federico Barbarossa     |                         |                         |                          |  |  |       |  |  | Federico II di Svevia |  |  |                      |  |
|                         |                         | Giuditta di Baviera     | Enrico IX di Baviera     |  |  |       |  |  |                       |  |  |                      |  |
|                         |                         | Giuditta di Baviera     | Enrico IX di Baviera     |  |  |       |  |  |                       |  |  |                      |  |
|                         |                         | Giuditta di Baviera     | Vulfilda di Sassonia     |  |  |       |  |  |                       |  |  |                      |  |
| Ottone I di Borgogna    |                         | Giuditta di Baviera     |                          |  |  |       |  |  |                       |  |  |                      |  |
|                         |                         | Rinaldo III di Borgogna | Stefano I di Mâcon       |  |  |       |  |  |                       |  |  |                      |  |
|                         |                         | Rinaldo III di Borgogna | Stefano I di Mâcon       |  |  |       |  |  |                       |  |  |                      |  |
|                         |                         | Rinaldo III di Borgogna | Beatrice di Lorena       |  |  |       |  |  |                       |  |  |                      |  |
| Beatrice di Borgogna    |                         | Rinaldo III di Borgogna |                          |  |  |       |  |  |                       |  |  |                      |  |
|                         |                         | Agata di Lorena         | Simone I di Lorena       |  |  |       |  |  |                       |  |  |                      |  |
|                         |                         | Agata di Lorena         | Simone I di Lorena       |  |  |       |  |  |                       |  |  |                      |  |
|                         |                         | Agata di Lorena         | Adelaide di Lovanio      |  |  |       |  |  |                       |  |  |                      |  |
| Beatrice II di Borgogna |                         | Agata di Lorena         |                          |  |  |       |  |  |                       |  |  |                      |  |
|                         | Tebaldo II di Champagne | Stefano II di Blois     |                          |  |  |       |  |  |                       |  |  |                      |  |
|                         | Tebaldo II di Champagne | Stefano II di Blois     |                          |  |  |       |  |  |                       |  |  |                      |  |
|                         | Tebaldo II di Champagne | Adele d'Inghilterra     |                          |  |  |       |  |  |                       |  |  |                      |  |
| Tebaldo V di Blois      | Tebaldo II di Champagne |                         |                          |  |  |       |  |  |                       |  |  |                      |  |
|                         |                         | Matilde di Carinzia     | Enghelberto II d'Istria  |  |  |       |  |  |                       |  |  |                      |  |
|                         |                         | Matilde di Carinzia     | Enghelberto II d'Istria  |  |  |       |  |  |                       |  |  |                      |  |
|                         |                         | Matilde di Carinzia     | Uta di Passau            |  |  |       |  |  |                       |  |  |                      |  |
| Margherita di Blois     |                         | Matilde di Carinzia     |                          |  |  |       |  |  |                       |  |  |                      |  |
|                         |                         | Luigi VII di Francia    | Luigi VI di Francia      |  |  |       |  |  |                       |  |  |                      |  |
|                         |                         | Luigi VII di Francia    | Luigi VI di Francia      |  |  |       |  |  |                       |  |  |                      |  |
|                         |                         | Luigi VII di Francia    | Adelaide di Savoia       |  |  |       |  |  |                       |  |  |                      |  |
| Alice di Francia        |                         | Luigi VII di Francia    |                          |  |  |       |  |  |                       |  |  |                      |  |
|                         |                         | Eleonora d'Aquitania    | Guglielmo X di Aquitania |  |  |       |  |  |                       |  |  |                      |  |
|                         |                         | Eleonora d'Aquitania    | Guglielmo X di Aquitania |  |  |       |  |  |                       |  |  |                      |  |
|                         |                         | Eleonora d'Aquitania    | Aénor di Châtellerault   |  |  |       |  |  |                       |  |  |                      |  |
|                         |                         | Eleonora d'Aquitania    |                          |  |  |       |  |  |                       |  |  |                      |  |

### Fonti primarie
- (LA)  Monumenta Germaniae Historica, Scriptores, tomus IX.
- (LA)  Monumenta Germaniae Historica, Scriptores, tomus XVI.
- (LA)  Monumenta Germaniae Historica, Scriptores, tomus XVII.
- (LA)  Monumenta Germaniae Historica, Scriptores, tomus XX.
- (LA)  Monumenta Germaniae Historica, Scriptores, tomus XXV.
- (LA)  Monumenta Germaniae Historica, Scriptores, tomus XXIII.
- (FR)  Recueil des historiens des croisades. Historiens occidentaux. Tome II.
- (LA)  Recueil de chartes et documents de Saint-Martin-des-Champs, tome III.
- (LA)  Archives de la Maison-Dieu de Châteaudun.
- (LA)  Recueil des historiens des Gaules et de la France. Tome 13.
- (LA)  Les Registres d'Innocent IV (1243-1254) recueil des bulles, tome II.
- (LA)  Monumenta Zollerana.

### Letteratura storiografica
- Austin Lane Poole, Filippo di Svevia e Ottone IV, cap. II, vol. V (Il trionfo del papato e lo sviluppo comunale) nella Storia del Mondo Medievale, 1999, pp. 54–93.
- Paul Fournier, "Il regno di Borgogna o d'Arles dal XI al XV secolo", cap. XI, vol. VII (L'autunno del Medioevo e la nascita del mondo moderno) della Storia del Mondo Medievale, 1999, pp. 383–410.